# Alain Ducasse
Alain Ducasse (ur. 13 września 1956 w Orthez) – francuski szef kuchni (z obywatelstwem Monako).

## Życiorys
Gaskończyk, trzykrotnie uzyskał trzy gwiazdki przyznawane najlepszym restauracjom przez czerwony przewodnik Michelin: z restauracją Louis XV w Monte Carlo (od 1990), z restauracją Alain Ducasse w hotelu Plaza Athénée w Paryżu (od 1996) oraz z restauracją Alain Ducasse at the Dorchester w Londynie (od 2010). Prezes sieci Châteaux et Hôtels de France od 1999 (ponad 500 członków) oraz prezes grupy restauracji Groupe Alain Ducasse (20 restauracji na całym świecie, 1400 zatrudnionych). Sklasyfikowany na 94. miejscu na liście 100 osobistości najbardziej wpływowych na świecie przez amerykański magazyn ekonomiczny Forbes.
W wieku 27 lat, w 1984, przeżył, jako jedyny z pięciu pasażerów, katastrofę samolotu turystycznego. Przeszedł trzynaście operacji i spędził rok w szpitalu, zanim wrócił do zdrowia.
W 1987 Société des Bains de Mer de Monaco (SBM) zaproponowało mu stworzenie restauracji Le Louis XV w Monte Carlo obok słynnego kasyna. W 1990 restauracja ta, jako pierwsza na świecie, uzyskała trzy gwiazdki według przewodnika Michelin. 
W 2004 został odznaczony legią honorową przez prezydenta Francji, Jacques'a Chiraca.
W 2009 otworzył szkołę kuchni.

## Zmiana obywatelstwa
Alain Ducasse został naturalizowany w Monako 23 czerwca 2008 na mocy osobistego rozporządzenia księcia Alberta II. Przyjmując obywatelstwo Monako, Alain Ducasse stracił obywatelstwo Francji.

## Książki o kuchni autorstwa Alaina Ducasse'a
- Nature: Simple, sain et bon. éd. Alain Ducasse, 2009, s. 352. (fr.).
- Le Grand Livre de cuisine. éd. Alain Ducasse, 2001, s. 1080. (fr.).
- Le Grand Livre de cuisine Méditerranée. 2004, s. 1080. (fr.).
- Spoon Cook Book. éd. Alain Ducasse, 2006, s. 456. (ang.).
- Le Grand Livre de cuisine, bistrots, brasseries et restaurants de tradition. éd. Alain Ducasse, 2003, s. 746. (fr.).
- Le Grand Livre de cuisine, Desserts et Pâtisseries. éd. Alain Ducasse, 2002, s. 583. (fr.).
- La Riviera d’Alain Ducasse. éd. Albin Michel, 1992, s. 295. (fr.).
- Dictionnaire amoureux de la cuisine. éd. Plon, 2003, s. 570. ISBN 2-259-19713-2. (fr.).
- Rencontres savoureuses. Petit traité de l’excellence française. éd. Plon, 1999. (fr.). Brak numerów stron w książce
- Spoon, food and wine. éd. Agnès Viénot, 1999. (ang.). Brak numerów stron w książce